# Эскарго

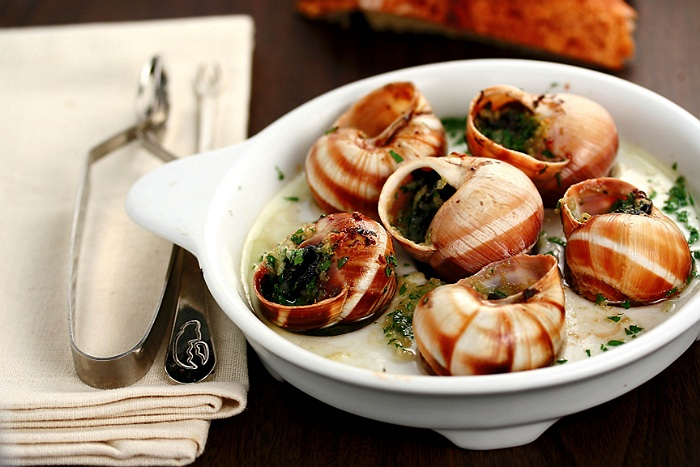
Эскарго с вилкой и щипцами

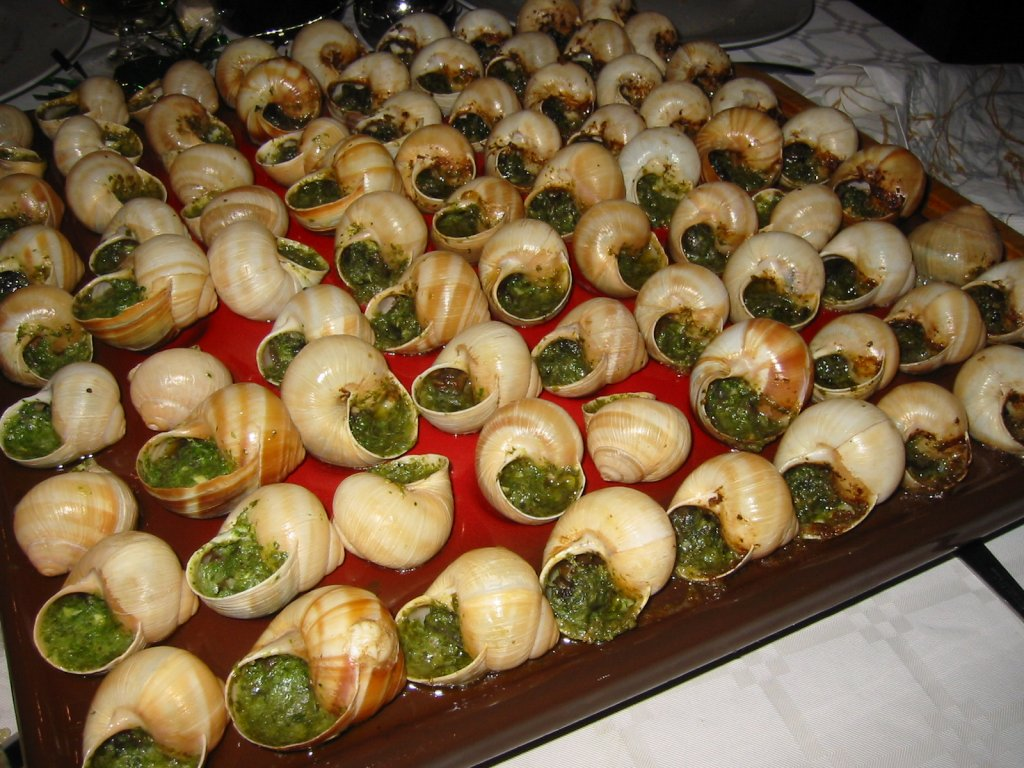
Эскарго

Эскарго́ (фр. escargots de Bourgogne) — французское блюдо из улиток, подаваемое с белым сухим вином. Слово также применимо к обыкновенной улитке съедобных видов. Во Франции наиболее ценятся бургундские улитки, которые продаются по всей Франции в виде консервированных полуфабрикатов. Подчеркивая бургундское происхождение, эти улитки называют Эскарго де Бургонь. Улитки из других регионов ценятся меньше и стоят дешевле. В небольших частных лавках и на рынке можно купить живых улиток.

## Этимология
Первое зарегистрированное использование в английском языке французского слова escargot для обозначения «съедобная улитка» относится к 1892 году. Французское слово (1549) происходит от escaragol (Провансальский диалект) и оттуда escargol (Старофранцузский язык), и в конечном итоге, через народную латынь coculium и классическую латынь conchylium, от древнегреческого konchylion (κογχύλιον), что означало «съедобные моллюски, устрицы». Также словари связывают escargot со словом scarab (жук, скарабей).

## История
При археологических раскопках были обнаружены раковины улиток, что указывает на употребление моллюсков в пищу с доисторических времен.
Ряд археологических раскопок вокруг Средиземного моря доказывают кулинарное использование нескольких видов улиток.
Как отмечалось в трудах римского историка Плиния, римляне считали улиток элитной пищей. До сих пор бытует легенда о любви к улиткам Юлия Цезаря, которые уже в те времена считались мощным афродизиаком.
Съедобный вид Otala lactea был найден на руинах города Волюбилис римской эпохи в современном Марокко.

## Приготовление
Многие виды улиток съедобны, но даже среди них вкусовые качества мяса могут сильно различаться. Гурманы предпочитают улиток с раковинами в форме спирали — таких улиток удобнее держать специальными щипцами.
Эскарго считается деликатесом. Его можно встретить в меню дорогих французских ресторанов, а равно и в качестве закуски к белому вину на банкетах и приемах. Тем не менее это блюдо часто готовят и в домашних условиях.
Важно предварительно подготовить улиток и затем правильно приготовить, иначе они могут получиться безвкусными. Как правило, для приготовления эскарго используются раковины, освобождённые от тела улитки, и консервированное мясо, что упрощает задачу. Также можно купить живых улиток, тогда их на несколько дней засыпают мукой с ароматными травами. Подготовленных таким образом улиток промывают и погружают в кипяток, после чего легко извлекают улитку из раковины. Улитку чистят, промывают. Раковины проваривают в воде с щепоткой соды, тщательно вымывают, очищают и прополаскивают водой, причём после приготовления улиток раковины можно использовать многократно, лишь повторно их очистив.
Отдельно приготавливается «зелёное масло»: листья базилика и чеснок взбиваются миксером с подсоленным сливочным маслом. На дно раковины выкладывают немного взбитой смеси, вкладывают в неё мясо улитки и плотно замазывают отверстие раковины той же смесью. «Запечатанные» улитки выкладывают в керамическую или металлическую сковороду-жаровню (эскарготьерку) с 6, 12 или 24 углублениями в дне и ставят в духовку, заранее прогретую до 200 градусов Цельсия. Готовят улитки до закипания масла и золотистого цвета. Улитки подаются с двузубой вилкой и щипцами с круглыми отверстиями, которые помогают удерживать раковину.

### Пищевая ценность
Улитки, как и другие моллюски, будучи правильно приготовленными, содержат большое количество белка и малое — жиров.